# Manycz (rzeka)
Manycz (ros. Маныч, Западный Маныч – Zapadnyj Manycz) – rzeka w południowej Rosji, lewy dopływ Donu w zlewisku Morza Azowskiego. Manycz stanowi granicę między Europą a Azją. Długość – 219 km (według innych danych 420 km), powierzchnia zlewni – 35,4 tys. km², z czego 2060 km² zajmują jeziora. Reżim śniegowy. 
Manycz wypływa z jeziora Manycz-Gudiło. Płynie na północny zachód Obniżeniem Kumsko-Manyckim, zasilając po drodze kilka sztucznych zbiorników wodnych (Proletarski, Wesełowski i Ust-Manycki). Uchodzi do Donu na południe od Nowoczerkaska, niedługo przed jego ujściem do Morza Azowskiego.